# Столичный (кекс)
«Столичный» — один из основных видов кекса, выпускавшийся в СССР промышленным способом. Первые известные публикации рецепта появились в 1951—1952 году.
Кекс, весом до 1 килограмма, представляет собой изделие прямоугольной формы с большой продольной трещиной посередине. Верх посыпан сахарной пудрой. На разрезе виден равномерно распределённый изюм. Выпеченное тесто плотное и мягкое, легко ломается, влажностью 18—21 %. Кексы весом по 75 граммов выпекаются в круглых гофрированных, либо цилиндрических формах; влажность 10—14 %.

## Технология изготовления
Сливочное масло растирают с сахаром, солью, ванилином и аммонием, постепенно добавляют смесь яичного белка с желтком. Перемешивают до тех пор, пока не растворятся кристаллы сахара. Добавляют изюм и муку.
Выпекают в смазанных маслом и присыпанных мукой формах, при температуре 170—190 °C в течение 1—1,5 часа. Порционный кекс по 75 г выпекают в смазанных маслом формах при температуре 180—200 °C в течение 15—20 минут. После остывания посыпают сахарной пудрой.

## Дополнительная информация
На основе рецептуры Столичного разработаны новые виды кексов, один из которых обогащён витаминами C, B1, E, PP и бета-каротином (с добавлением ягод калины), а другой предназначен для людей с непереносимостью к глютену.
Кекс Столичный входил в состав завтрака или обеда для членов экипажа советских космических станций Салют-5 (1976—1977), Салют-6 (1977—1982) и некоторых других.